# Jef Neve
Pour les articles homonymes, voir Neve et Névé (homonymie).
Jef Neve, né le 8 mars 1977, est un pianiste et compositeur belge de jazz et de musique classique.

## Biographie
Jef Neve nait en 1977 à Turnhout, en Belgique. Dès l'âge de 14 ans, il compose de la musique et joue dans des groupes. Il étudie le jazz et la musique classique à l'Institut Lemmens (Lemmensinstituut) de Louvain et obtient son diplôme en 2000.
Jef Neve écrit la bande originale de Dagen zonder lief de Felix Van Groeningen. Il compose également pour la série VRT In Vlaamse Velden. Le pianiste joue sur la bande originale de Ludovic Bource pour le film The Artist.
Le critique du Guardian commente que le jeu du pianiste dans Soul in a Picture, sorti en 2008, comprend « un langage très personnel, qui s'inspire librement de la musique classique et — aidé et encouragé par Piet Verbist (basse) et Teun Verbruggen (batterie) — a l'impétuosité du jazz et du rock ». Jef Neve apparaît sur l'album de José James, For All We Know (2010).